# Mozia
Mozia er en italiensk ø vest for Sicilien. Øen kaldes også nogle gange Motya eller San Pantaleo. Øen ligger i et laguneområde sammen med tre andre ubeboede øer og har et areal på ca. 40 hektar. Den kan nås med personfærge fra kysten lidt nord for Marsala.
Øen er kendt som et vigtigt arkæologisk udgravningsområde, idet der her er fundet adskillige rester af en by grundlagt omkring år 700 f.Kr. Byen var en af de vigtigste fønikiske kolonier i Middelhavet. I denne periode var øen helt omgivet af mure, og der var etableret en havn med flådebase og en ebbevej fra Sicilien, som der stadig kan ses rester af. Mozia blev i 397 f.Kr. angrebet af Dionysios af Siracusa, der lagde øen helt i ruiner. Øen var derefter ubeboet indtil starten af det 20. århundrede, hvor den blev købt af den engelske arkæolog Joseph Whitaker, der startede udgravningerne og opførte de bygninger, der i dag kan ses på øen, bl.a. et museum.
Der blev produceret store mængder keramik på øen, som man kan se adskillige eksempler på på øens museum. På museet udstilles også skulpturen Ynglingen fra Mozia, en græsk skulptur fra det 5. århundrede f.Kr., der er fundet på øen. Hele øen fungerer i dag som et slags museum, hvor der er lagt stier rundt mellem de mange udgravninger, bl.a. et stort bassin, eller tidligere inderhavn.
- Mozias beliggenhed
- Museet på Mozia
- Mozias kirke
- Ynglingen fra Mozia